# Ringwall Schlossberg (Wartenberg)
Der Ringwall Schlossberg ist eine abgegangene früh- oder hochmittelalterliche Ringwallanlage auf 516 m ü. NHN etwa 1610 m östlich der Filialkirche St. Bartholomäus von Hinterauerbach bzw. 500 m südlich des Weilers Itzling, beides Gemeindeteile des Marktes Wartenberg im Landkreis Erding in Bayern.
Die Anlage wird als Bodendenkmal unter der Aktennummer D-1-7638-0023 als „Ringwall mit vorgelagerter Abschnittsbefestigung des frühen Mittelalters“ geführt. Die fast rechteckige Anlage liegt auf dem sog. Schlossberg und hat die Ausstreckung von 400 m in Südwest-Nordost-Richtung und 130 m Nordwest-Südost-Richtung. Der Ringwall liegt in einem Waldgebiet.
2700 m westlich befindet sich ein weiterer Ringwall, der als Bodendenkmal unter der Aktennummer D-1-7637-0479 als „Ringwall vor- und frühgeschichtlicher Zeitstellung“ geführt wird. 2400 m westsüdwestlich befindet sich eine weitere Befestigungsanlage, die als Bodendenkmal unter der Aktennummer D-1-7638-0032 als „verebnetes Grabenwerk vor- und frühgeschichtlicher Zeitstellung“ geführt wird.